# Malîi Hlîbociok, Zbaraj
Malîi Hlîbociok (în ucraineană Малий Глибочок) este un sat în comuna Bazarînți din raionul Zbaraj, regiunea Ternopil, Ucraina.

## Demografie
Componența lingvistică a localității Malîi Hlîbociok
     Ucraineană (99,1%)
     Alte limbi (0,9%)
Conform recensământului din 2001, majoritatea populației localității Malîi Hlîbociok era vorbitoare de ucraineană (99,1%), existând în minoritate și vorbitori de alte limbi.